# Therapy
Therapy é o segundo álbum de estúdio da cantora e compositora inglesa Anne-Marie. Foi lançado em 23 de julho de 2021, através da Major Tom's e Asylum. O álbum contém participações especiais de KSI, Digital Farm Animals, Little Mix, Niall Horan, Nathan Dawe, MoStack e Rudimental. O álbum foi precedido pelo lançamento de quatro singles: "Don't Play", "Way Too Long", "Our Song" e "Kiss My (Uh-Oh)".
Therapy recebeu críticas geralmente positivas dos críticos musicais e também foi um sucesso comercial. O álbum alcançou a posição número 2 na parada de álbuns do Reino Unido e na parada de álbuns da Escócia. Ele também alcançou a posição 4 na parada de álbuns irlandesa.

## Antecedentes
"Meu segundo bebê. Já faz um tempo hein!? Eu escrevi tantas músicas desde Speak Your Mind e eu cresci e mudei muito durante esse tempo também. Estive muito alto e muito baixo, estive perdida e agora me encontrei. Desde a pandemia, tive tempo de perceber que precisava de ajuda com meu cérebro e finalmente encontrei a luz. Além da música ser minha terapia, também tenho consultado um psicólogo profissional há cerca de um ano, uma vez por semana e isso mudou completamente a minha vida. Este álbum representa essa jornada. É cheio de alegria, tristeza, vingança, amor e revelação e espero que você sinta todas essas coisas ao ouvi-lo. Eu amo todos vocês. Mais do que você jamais poderia imaginar. Se você está procurando um sinal para entrar em contato com alguém e pedir ajuda, é isso."

— Anne-Marie via redes sociais.
Therapy é a continuação de seu álbum de estreia multi-platina com quatro milhões de vendas, Speak Your Mind (2018) [o lançamento de estreia mais vendido naquele ano no Reino Unido]. O planejamento do segundo álbum de Anne-Marie começou em 2019. Em uma entrevista para a Music Week em março daquele ano, ela forneceu informações sobre seu próximo álbum de estúdio, afirmando "Eu amo o estúdio. Pude entrar lá e fazer algum tipo de terapia com meu próprio cérebro por uma semana e que vai para o próximo álbum". Ela ainda comentou que "o primeiro álbum foi feito de tantas músicas que as pessoas ouviam há anos e isso é incrível. Mas para mim, como uma pessoa criativa, estou escrevendo algo novo o tempo todo e tudo o que quero fazer é publicar imediatamente. Não foi assim que aconteceu com o álbum [de estreia], então, para o próximo, espero ser mais ativo na escrita e lançar algo que seja novo e que ninguém ouviu antes."
Em 2020, Anne-Marie lançou os singles autônomos "Birthday", "Her", "To Be Young" (com a participação da cantora e rapper americana Doja Cat), "Come Over" e "Problems", com "Birthday" e "To Be Young" posteriormente aparecendo na edição japonesa de Therapy.
Therapy é uma coleção de canções que incorporam a arte característica de Anne-Marie, atitude modesta e bela honestidade; atributos que não apenas catapultaram Anne-Marie, nascida em Essex, para o status de platina no Reino Unido, para os EUA e em todos os lugares intermediários, mas também aqueles que a viram reinar suprema como uma destemida modelo da Geração Z. Retrocedendo até 2020 e junto com trabalhos de caridade e gravações, Anne-Marie lançou seu primeiro documentário intitulado 'How To Be Anne-Marie', exclusivamente com o YouTube, no qual fala sobre a carreira, a infância, as vezes em que sofreu bullying e até a pandemia de COVID-19. Filmada em seu condado natal de Essex, numa época em que seus planos de anos foram virados de cabeça para baixo devido à pandemia, Anne-Marie nos levou de volta para onde tudo começou; no filme de uma hora, nós a vimos contando seus anos escolares difíceis, os laços estreitos que ela compartilha com sua família, fãs e amigos, bem como as dificuldades do estrelato que ela abertamente falou com suas colegas do girl group Little Mix.

## Produção e lançamento
Um álbum de franqueza e vivacidade em igual medida, Anne-Marie escreveu Therapy com Max Martin, Kamille, MNEK, Raye, TMS, Blake Slatkin, Ed Sheeran, Nathan Dawe e Plested — a produção vem de Mojam, Fred Ball, TMS e Blake Slatkin. Em 21 de maio de 2021, Anne-Marie anunciou nas suas redes sociais o título do álbum, junto com a sua data de lançamento e sua pré-venda, bem como sua capa oficial. “A música é uma fonte de cura para todos e a música é uma terapia em si, certo?! Eu não tinha percebido até que fomos atingidos pela pandemia o quanto eu precisava de música.”, disse a cantora apresentando o álbum. “Eu preciso atuar. Eu preciso escrever. Minhas letras são meu diário aberto para todos vocês e escrever este álbum me ajudou a focar e entender meus sentimentos. Eu precisava desse álbum.” continuou.
Embaixadora da Mind Charity, ela explicou que o título do álbum foi inspirado por sua própria busca por tratamento para sua saúde mental. “Além de buscar terapia na escrita e na música em geral, também fiz uma jornada ao ver um psiquiatra no ano passado e isso mudou minha vida”, explicou ela. “Sempre tentei ser o mais aberto possível com meus fãs sobre minha própria jornada e, ao ver um profissional, fui capaz de começar a combater e entender as ansiedades que meu cérebro tem lidado comigo ao longo dos anos. Estou aprendendo e estou progredindo. Este álbum me ajudou a chegar a esse lugar também e encapsula muitos sentimentos e emoções, sejam faixas que se concentram na minha própria jornada ou aquelas que adorei fazer, e espero que você possa se perder nisso.” finalizou.

## Composição
Therapy foi descrito pelos críticos musicais como um álbum pop de vários gêneros que atrai influência do trance, indie, eletrônico, trap, UK Garage e pop rock. O álbum abre com "x2", uma música comovente antes de se transformar em uma faixa de vingança. O single principal "Don't Play" foi descrito como uma faixa UK Garage influenciada em duas etapas sobre dor de cabeça. "Kiss My (Uh-Oh)", uma colaboração com o Little Mix, foi descrita como um número calipso-pop que foi comparado aos trabalhos de Beyoncé. A faixa contém amostra de "Never Leave You (Uh Oooh, Uh Oooh)" de Lumidee. "Who I Am" foi descrita como uma música pop com letras de desafio e auto-aceitação. "Unlovable", uma colaboração com o Rudimental, é uma faixa dançante de "bombar os punhos". "Beautiful" mostra a cantora detalhando suas próprias inseguranças sobre o que a NME descreveu como uma percussão oscilante. As faixas "Tell Your Girlfriend" e "Better Not Together" contêm letras sobre como transformar um coração partido em autoconfiança. A faixa-título serve como encerramento do álbum, sendo um número trop-pop.

## Promoção e lançamento

### Singles
"Don't Play", em colaboração com o rapper britânico KSI e o DJ e produtor inglês Digital Farm Animals, foi lançado em 15 de janeiro de 2021 como o primeiro single do álbum. A canção foi top 3 no Reino Unido.
"Way Too Long", em colaboração com o produtor inglês Nathan Dawe e o rapper britânico MoStack, foi lançado em 9 de abril de 2021 como segundo single do álbum.
"Our Song", uma colaboração com Niall Horan, foi lançado em 21 de maio de 2021 como terceiro single do álbum. Nesta mesma data, Anne-Marie anunciou o título, capa e data de lançamento do álbum.
"Kiss My (Uh-Oh)", em colaboração com o girl group britânico Little Mix, foi lançado simultaneamente com o álbum em 23 de julho de 2021, servindo como o quarto single do álbum. A música contém uma amostra de "Never Leave You (Uh Oooh, Uh Oooh)", canção de 2003 da rapper americana Lumidee. Um trecho da música foi lançado no TikTok. A capa foi revelada nas redes sociais de Anne-Marie em 21 de julho de 2021. O videoclipe de acompanhamento foi dirigido por Hannah Lux Davis e é uma parodia do filme de comédia de 2011, Bridesmaids.

### Singlespromocionais
"Beautiful" foi lançado em 12 de julho de 2021 como o primeiro single promocional do álbum.

### Turnê
Em 28 de maio de 2021, Anne-Marie anunciou que iria embarcar na Dysfunctional Tour, agendada para acontecer de 3 a 11 de maio de 2022. Os locais da turnê também foram anunciados, com a cantora se apresentando em cidades do Reino Unido e Irlanda. Os ingressos foram liberados para o público em geral no dia 4 de junho às 10h BST, com a opção de pré-venda de ingressos para aqueles que pré-encomendaram o álbum através do site oficial da cantora. Os ingressos da pré-venda estiveram disponíveis de 2 a 4 de setembro (para os shows de Londres e Leeds apenas).

## Shows, performances e atos promocionais
Em 28 de maio de 2021, Anne-Marie anunciou a Therapy: The Live Experience, agendada para acontecer em 7 de agosto de 2021. Em 6 de julho, via Twitter, Anne-Marie criou um site que envolvia seus fãs/seguidores para descobrir a lista de faixas do álbum, com novas aparecendo diariamente. Em 14 de julho, Anne-Marie concedeu uma entrevista ao Ash London LIVE!. Em 18 de julho, a cantora se apresentou no Grande Prêmio da Grã-Bretanha de 2021. Em 21 de julho, Anne-Marie fez um jogo de perguntas e respostas sobre o álbum em uma transmissão ao vivo na sua conta oficial no TikTok. No dia seguinte, ela participou do Pop Cuture em parceria com a Amazon Music e o Twitch. Em 25 de julho, em divulgação do álbum, Anne-Marie irá dá uma entrevista à KISS FM, onde também irá se apresentar. Em 21 de agosto, Anne-Marie irá se apresentar como atração principal no Live at Lydiard, festival de música que acontecerá em Swindon, Inglaterra.

## Recepção critica
| Críticas profissionais | Críticas profissionais |
| Pontuações agregadas   | Pontuações agregadas   |
| Fonte                  | Avaliação              |
| ---------------------- | ---------------------- |
| Metacritic             | 84/100                 |
| AOTY                   | 60/100                 |
| Avaliações da crítica  |                        |
| Fonte                  | Avaliação              |
| Clash                  | 7/10                   |
| musicOMH               | [ 43 ]                 |
| NME                    | [ 1 ]                  |
| Pitchfork              | 5.4/10                 |
| Spectrum Culture       | [ 45 ]                 |
| The Arts Desk          | [ 46 ]                 |
| The Guardian           | [ 17 ]                 |
| The Irish Times        | [ 18 ]                 |
| The Telegraph          | [ 47 ]                 |

No Metacritic, que atribui uma classificação normalizada de 100 às avaliações dos críticos convencionais, Therapy tem uma pontuação média de 65 com base em seis avaliações, indicando "avaliações geralmente favoráveis".
Ali Shutler da NME comparou-o favoravelmente com seu álbum de estreia, escrevendo que embora seu álbum anterior "passasse muito tempo jogando pelo seguro", "seu acompanhamento, Therapy, não comete o mesmo erro". Referindo-se ao álbum como "infinitamente mais confiante" sonoramente, Shutler deu ao álbum quatro de cinco estrelas. Robin Murray, escrevendo para o Clash, foi igualmente favorável, avaliando o álbum em sete entre dez. Ben Devlin do musicOMH deu ao álbum quatro de cinco estrelas ao escrever, "seu mais novo álbum está repleto de rostos famosos nos vocais, composições e produção, mas sua entrega compreensível, despretensiosa e às vezes divertida mantém sons e humores díspares juntos com facilidade."
Lauren Murphy, escrevendo para o The Irish Times, foi um pouco mais mista, criticando canções como "Beautiful" e "Better Not Together", mas afirma que "a maioria [das faixas] chega com um baque ao invés de um olhar aqui". Dani Blum, do Pitchfork, apelidou o álbum de "rectamente renderizado [e] competentemente viciante", observando que "promete um autorretrato mais pessoal, mas [a cantora britânica] acaba desaparecendo em composições vagas e produção anódina de dance-pop". Michael Cragg do The Guardian foi mais negativo, referindo-se ao álbum como uma "oportunidade perdida", criticando a quantidade de colaboradores no álbum por ofuscar a cantora, enquanto preferia os "momentos em que o tipo de pop franco, mas vulnerável, de Anne-Marie brilha". Ele finalmente avaliou o álbum com duas de cinco estrelas.

## Lista de faixas
A lista de faixas foi revelada pela cantora em suas mídias sociais no dia 8 de julho de 2021.
| Therapy – Edição padrão |                                               | |                                                        |         |  |
| N.º                     | Título                                        | Compositor(es) | Produtor(es)                                           | Duração |  |
| 1.                      | "x2"                                          | Anne-Marie Nicholson Rachel Keen Fred Ball Peter Rycroft [ 51 ]                                                               | Ball Lostboy Mojam [a] Cameron Gower Poole [v]         | 2:46    |  |
| 2.                      | "Don't Play" (com KSI e Digital Farm Animals) | Nicholson Olajide Olatunji Nicholas Gale Samuel Gumbley Richard Boardman Pablo Bowman Mustafa Omer Andrew Murray James Murray | Digital Farm Animals Mojam                             | 3:08    |  |
| 3.                      | "Kiss My (Uh-Oh)" (com Little Mix)            | Nicholson Taylor Upsahl Camille Purcell Pete Nappi Jacob Banfield                                                             | Mojam Nappi Poole [v] Raphaella [v] Lewis Thompson [a] | 2:57    |  |
| 4.                      | "Who I Am"                                    | Nicholson Warren Felder Sean Douglas Alex Niceforo Keith Sorrells [ 52 ] [ 53 ]                                               | Oak Alex Nice [c] Sorrells [c] Poole [v]               | 2:32    |  |
| 5.                      | "Our Song" (com Niall Horan)                  | Nicholson Horan Thomas Barnes Peter Kelleher Benjamin Kohn Philip Plested                                                     | TMS [m] Poole [v]                                      | 2:44    |  |
| 6.                      | "Way Too Long" (com Nathan Dawe e MoStack)    | Nicholson Dawe Montell Daley Tre Jean-Marie Daniel Traynor Uzoechi Emenike Oladayo Olatunji Ryan Campbell                     | Dawe Jean-Marie Grades Sire Noah Poole [v]             | 2:30    |  |
| 7.                      | "Breathing"                                   | Nicholson Keen Ball [ 53 ] | Ball Poole [v]                                         | 3:24    |  |
| 8.                      | "Unlovable" (part. de Rudimental)             | Nicholson Purcell Emenike Dawe Jean-Marie [ 54 ]                                                                              | Jean-Marie Rudimental Mojam [a] Poole [v]              | 2:23    |  |
| 9.                      | "Beautiful"                                   | Ed Sheeran Max Martin Elvira Anderfjärs                                                                                       | Anderfjärs Poole [v]                                   | 3:15    |  |
| 10.                     | "Tell Your Girlfriend"                        | Nicholson Brittany Amaradio Blake Slatkin                                                                                     | Slatkin Poole [v]                                      | 2:15    |  |
| 11.                     | "Better Not Together"                         | Nicholson Purcell Emenike Jean-Marie Dawe [ 55 ]                                                                              | Mojam Popscar [a] Poole [v]                            | 3:09    |  |
| 12.                     | "Therapy"                                     | Nicholson Barnes Kelleher Kohn Plested                                                                                        | TMS [m] Aod [a]                                        | 2:46    |  |
| Duração total:          | Duração total:                                | Duração total: | Duração total:                                         | 33:50   |  |

| Therapy – Faixa bônus da edição japonesa |                                                                   |                                                                                  |                            |         |  |
| N.º                                      | Título                                                            | Compositor(es)                                                                   | Produtor(es)               | Duração |  |
| 13.                                      | "Birthday"                                                        | Nicholson Delacey Felder Sorrells                                                | Oak Nice [c] Sorrells [c]  | 3:01    |  |
| 14.                                      | "To Be Young" (part. de Doja Cat)                                 | Nicholson Amala Dlamini Louis Bell Teo Halm Amaradio                             | Bell Halm                  | 3:24    |  |
| 15.                                      | "Don't Play" (com KSI e Digital Farm Animals) (Nathan Dawe Remix) | Nicholson Olajide Olatunji Gale Gumbley Boardman Bowman Omer A. Murray J. Murray | Digital Farm Animals Mojam | 3:18    |  |
| 16.                                      | "Bedroom" (JJ Lin com part. de Anne-Marie)                        | Nicholson Barnes Kelleher Purcell Kohn                                           | TMS Chris Bishop [v]       | 3:24    |  |
| Duração total:                           | Duração total:                                                    | Duração total:                                                                   | Duração total:             | 46:57   |  |

Notas
- "Kiss My (Uh-Oh)" contém amostra de "Never Leave You (Uh Oooh, Uh Oooh)", escrita por Lumidee Cedeño, Teddy Mendez, Edwin Perez, Steven "Lenky" Marsden, Steven Marsden, Trevor Smith e Fabolous|John Jackson]], conforme realizado por Lumidee.[58]
- ↑[m]  indica um produtor principal e vocal
- ↑[a]  indica um produtor adicional
- ↑[c]  indica um co-produtor
- ↑[v]  indica um produtor vocal

## Histórico de lançamento
| Região | Data                | Formato                                          | Versão          | Gravadora          | Ref.                 |
| ------ | ------------------- | ------------------------------------------------ | --------------- | ------------------ | -------------------- |
| Várias | 23 de julho de 2021 | CD download digital fita cassete streaming vinil | Padrão          | Asylum Warner      | [ 50 ] [ 59 ] [ 60 ] |
| Japão  | 23 de julho de 2021 | CD                                               | Edição japonesa | Warner Music Japan | [ 56 ]               |